# Wilhelm Witting

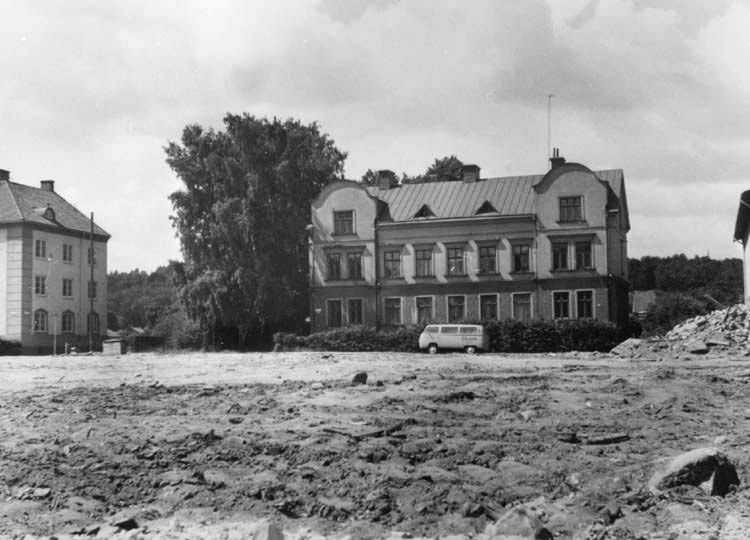
Pilgatan 16 på Väster, ritat av Wilhelm Witting.

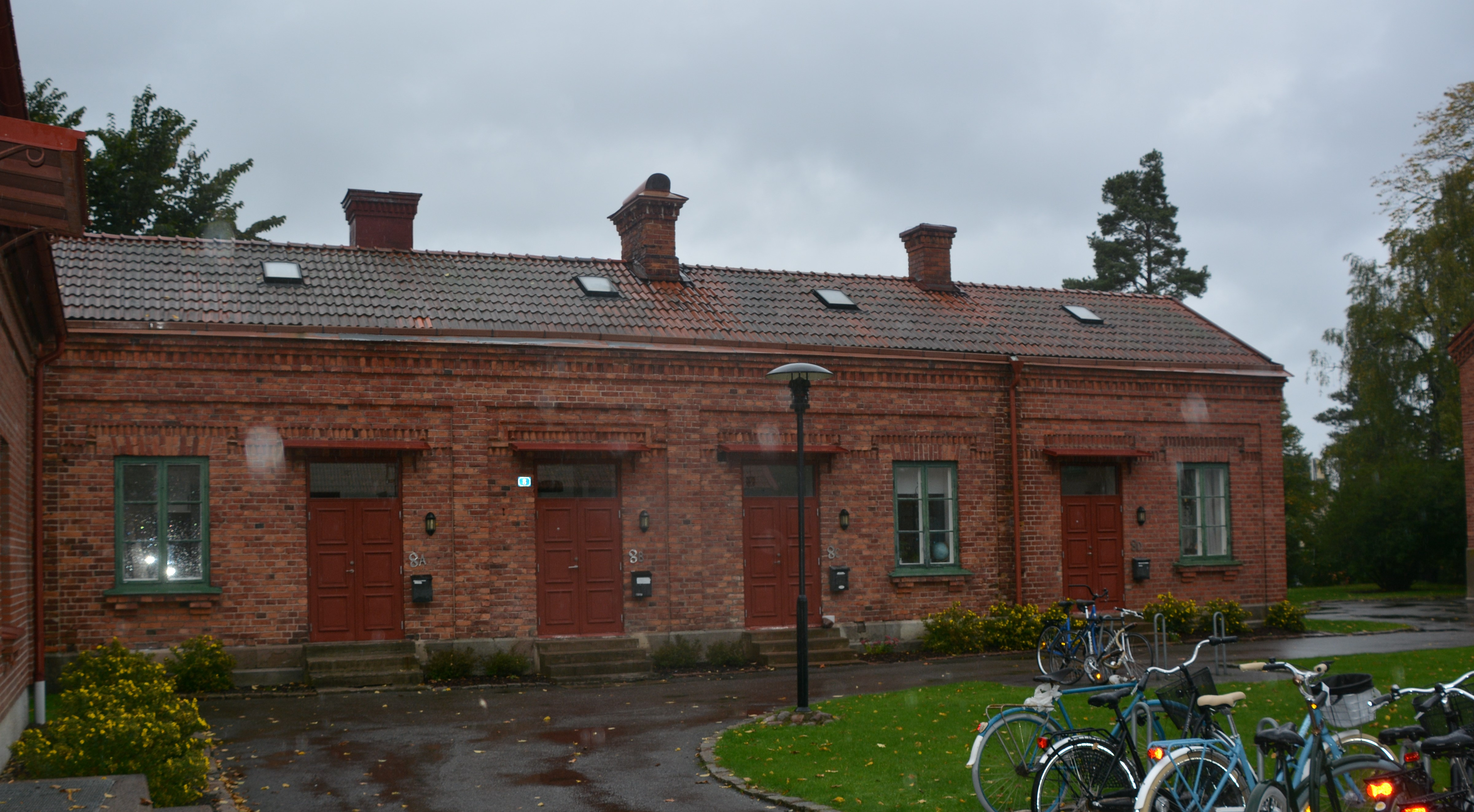
Östra flygellängan till Gamla Epidemisjukhuset i Jönköping

Wilhelm Witting, född 1826, död 1893, var en svensk arkitekt och byggmästare.
Wilhelm Witting var stadsbyggnadsmästare i Jönköping till omkring 1891. Han ritade också byggnader, bland annat Gamla Epidemisjukhuset vid Västra Storgatan i Jönköping, som uppfördes 1881–1883.
Han gjorde planlösningen för Göta hovrätts kansli- och arkivbyggnad från 1867–1868, medan fasaderna ritades av  Albert Törnqvist.
Wilhelm Witting byggde också Gamla Riksdagshuset i Jönköping 1889–1890, vilket ritades av Magnus Isæus och Carl Sandahl.
Wilhelm  Witting efterträddes 1891 av stadens förste utbildade stadsarkitekt, Fredrik Sundbärg.